# نظرية المجموعات حسب تسيرميلو-فرانكل

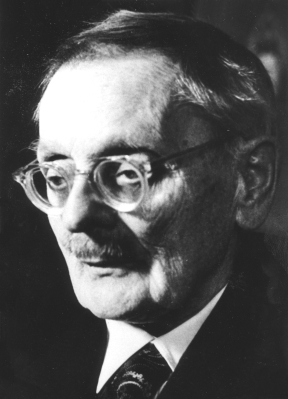

في نظرية المجموعات، نظرية المجموعات حسب تسيرميلوءفراينكل (بالإنجليزية: Zermelo–Fraenkel set theory) هي نظرية طورها عالما الرياضيات إرنست تسيرميلو وابراهام فرانكل في بداية القرن العشرين، من أجل إعطاء نظرية للمجموعات خالية من التناقضات و المفارقات، مفارقة راسل مثالا.